# Hypsagonus
Hypsagonus is een geslacht van straalvinnige vissen uit de familie van harnasmannen (Agonidae). Het geslacht is voor het eerst wetenschappelijk beschreven in 1861 door Gill.

## Soorten
- Hypsagonus corniger Taranetz, 1933
- Hypsagonus quadricornis Cuvier, 1829